# Загорица при Чатежу
Загорица при Чатежу (словен. Zagorica pri Čatežu) је насељено место у општини Требње, регија Југоисточна Словенија, Словенија.

## Историја
До територијалне реорганизације у Словенији била је у саставу старе општине Требње.

## Становништво
У попису становништва из 2011. године, Загорица при Чатежу је имала 34 становника.
| Број становника према пописима | Број становника према пописима | Број становника према пописима |
| ------------------------------ | ------------------------------ | ------------------------------ |
| 1991                           | 2002                           | 2011                           |
| 34                             | 34                             | 34                             |

Напомена: До 1953. исказивано под именом Загорица.